# Earthlings
Earthlings is een documentaire uit 2005 en heeft verschillende prijzen gewonnen. De film is geschreven en geregisseerd door Shaun Monson en geproduceerd door Shaun Monson en Persia White. Het verhaal in de film wordt verteld door acteur en dierenrechtenactivist Joaquin Phoenix. De muziek in de film is onder andere gemaakt door Moby.

## Samenvatting
Earthlings is een documentaire over het houden van dieren en de afhankelijkheid van de mens van dieren voor voedsel, kleding, entertainment en voor experimenten op dieren.
In een uitgebreide studie naar dierenwinkels, 'puppy mills' en asielen, de bio-industrie, de leer- en bonthandel, de sport- en entertainmentindustrie, en uiteindelijk de medische wereld en wetenschap, gebruikt Earthlings verborgen camera's en nog niet eerder vertoond beeldmateriaal om de dagelijkse gang van zaken in enkele van de grootste industrieën ter wereld die dieren vanuit een winstoogmerk gebruiken, in beeld te brengen.
Deze tocht langs verschillende uitingen van de verhouding tussen mens en dier roept vragen op over onderwerpen als dierenrechten, de bio-industrie en vivisectie, zonder hier direct een antwoord op te geven of de kijker hierover een mening op te dringen.

## Productie
Earthlings is gemaakt over een periode van vijf jaar. Wat begon als een serie voorlichtingsfilms over het castreren en steriliseren van huisdieren ontwikkelde zich tot een documentaire van speelfilmlengte over elk belangrijke diergerelateerd onderwerp. Schrijver/regisseur Shaun Monson begon het proces met het filmen van asielen in South Central L.A., Long Beach en North Hollywood. De voorlichtingsfilms waren snel afgerond, terwijl zijn interesses zich verplaatsten naar andere probleemgebieden, zoals voedsel en wetenschappelijk onderzoek. In de loop van de tijd verzamelde hij een kleine bibliotheek met materiaal van verschillende dierwelzijnsorganisaties, en begon met monteren.
Dit was een langzaam proces. Terwijl het beeldmateriaal langzaam binnenkwam, werd in fasen het verhaal door Phoenix ingesproken en opgenomen, en werd een soundtrack toegevoegd. Naast de muziek van Moby, werd er speciaal voor de film muziek gecomponeerd.
In 2005 beleefde Earthlings zijn première op het Artivist Film Festival, (waar het de 'Best Documentary Feature' prijs won), gevolgd door het Boston International Film Festival, (waar het de 'Best Content Award' won), en meest recent op het San Diego Film Festival, (waar het de 'Best Documentary Film' won, en waar Joaquin Phoenix de 'Humanitarian Award' kreeg voor zijn bijdrage aan de film). In 2004 won de film al de PETA Proggy Award.
In een commentaar op de documentaire zei Phoenix dat "Van alle films die ik ooit gemaakt heb, is dit degene waar het meest over wordt gepraat. Iedereen die Earthlings heeft gezien, vertelt erover aan drie anderen."